# Oskars Spurdziņš

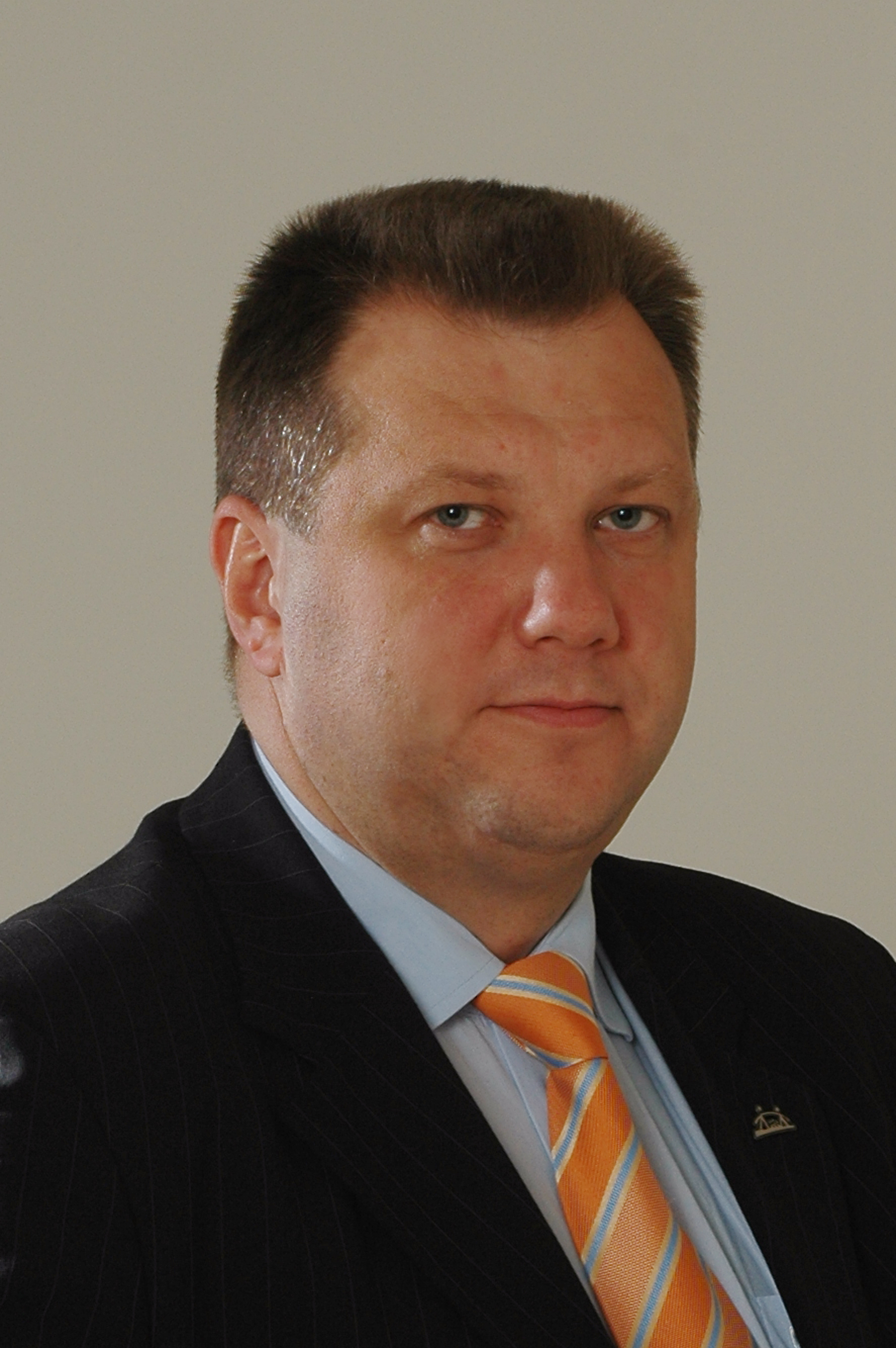
Oskars Spurdziņš (2005)

Oskars Spurdziņš (* 22. August 1963 in Aizpute, Lettische Sozialistische Sowjetrepublik) ist ein lettischer Politiker der Latvijas Zaļā partija (LZP), der Tautas partija (TP), der unter anderem Mitglied der Saeima und zwischen 2004 und 2007 Finanzminister Lettlands war.

## Leben
Oskars Spurdziņš begann nach dem Besuch des Gymnasiums von Aizpute 1981 ein Studium an der Fakultät für Wirtschaftswissenschaften der Lettischen Staatlichen Universität, welches er 1986 abschloss. Nach seinem Abschluss zog er nach Valmiera, wo er als Buchhalter in der dortigen Möbelfabrik arbeitete. Während der „Singenden Revolution“, des gewaltlosen Kampfes um die Wiedererlangung der staatlichen Unabhängigkeit, engagierte er sich in der Lettischen Volksfront LTF (Latvijas Tautas Fronte) und der Lettischen Grünen Partei (Latvijas Zaļā partija). 1989 wurde er in den Rat der Volksabgeordneten von Valmiera gewählt, dessen Vorsitzender er 1990 wurde. Am 5./6. Juni 1993 nahm er für die Liste der Lettischen Grünen an den Wahlen zur 5. Saeima, des lettischen Parlaments, teil, wurde jedoch nicht gewählt. 1994 wurde er Berater von Finanzministers Andris Piebalgs. Am 30. September/1. Oktober 1995 nahm er auf der gemeinsamen Liste der Lettischen Nationale Unabhängigkeitsbewegung LNNK (Latvijas Nacionālās Neatkarības Kustība) und der Lettischen Grünen Partei an den 6. Saeima-Wahlen teil, wurde jedoch erneut nicht ins Parlament gewählt. 1996 war er Berater zweier der Staatsministerin für Einnahmen Aija Poča und des Ministers für Sonderaufgaben in der Kommunalverwaltung Ernests Jurkāns. 1997 wurde er auf der Liste „Pilsēta“ in den Stadtrat von Valmiera gewählt und bewarb sich auch um den Posten des Ratsvorsitzenden, erhielt jedoch nicht genügend Unterstützung für die Wahl.
Bei der Wahl am 3. Oktober 1998 wurde Spurdziņš auf der Liste der Volkspartei TP (Tautas partija) erstmals zum Mitglied der Saeima gewählt und gehörte dieser bis zum 5. Oktober 2002 an. Während  seiner Parlamentszugehörigkeit war er Mitglied des Haushalts-, Finanz- und Steuerausschusses und des Antragsausschusses und des Unterausschusses für Sport sowie Sekretär des Unterausschusses zur Ausarbeitung des Gesetzentwurfs „Zur Umsetzung des Projekts der Lettischen Nationalbibliothek“. Daneben engagierte er sich in mehreren Interparlamentarischen Kooperationsgruppen und war unter anderem stellvertretender Vorsitzender der Lettisch-Kroatischen Interparlamentarischen Kooperationsgruppe. Bei seiner Kandidatur für eine Wiederwahl bei der Wahl am 5. Oktober 2002 erlitt er eine Niederlage, wurde aber am 9. März 2004 als Finanzminister (Finanšu ministrs) in das Kabinett von Ministerpräsident Indulis Emsis berufen und bekleidete das Amt des Finanzministers im ersten Kabinett (2. Dezember 2004 bis 7. November 2006) und zweiten Kabinett (7. November 2006 bis 5. Dezember 2007) von Ministerpräsident Aigars Kalvītis.
Bei der Parlamentswahl am 7. Oktober 2006 wurde Oskars Spurdziņš erneut auf der Liste der Volkspartei zum Mitglied der Saeima gewählt, wobei sein Abgeordnetenmandat für die Dauer der Ministertätigkeit ruhte. Nach seinem Ausscheiden aus der Regierung nahm er am 20. Dezember 2007 seine Mandatstätigkeit wieder auf und gehörte der Saeima bis zum 2. November 2010 an. Während dieser neunten Legislaturperiode war er vom 17. Januar 2008 bis zum 2. November 2010 Vorsitzender des Ausschusses für Staatsverwaltung und Kommunalverwaltung und zugleich stellvertretendes Mitglied des Ausschusses für öffentliche Ausgaben und Rechnungsprüfung. Des Weiteren war er stellvertretendes Mitglied des Unterausschusses zur Umsetzung des Nationalen Entwicklungsplans (23. Januar 2008 bis 2. November 2010), des Unterausschusses für Sport (23. Januar 2008 bis 1. März 2009) sowie des Unterausschusses für Wohnungswesen (6. Februar 2008 bis 2. November 2010).
Bei den 10. Saeima-Wahlen am 2. Oktober 2010 kandidierte Spurdziņš als vierter Kandidat der Liste des Bündnisses „Für ein besseres Lettland“ (Par Labu Latviju!) in der Region Vidzeme, wurde jedoch nicht gewählt. Im Dezember 2010 wurde er Vorstandsvorsitzender der „VTU Valmiera“. Im Frühjahr 2012 gehörte zu den Gründern der Regionalpartei „Valmiera und Vidzeme“ VV (Valmierai un Vidzemei) und wurde in deren Vorstand gewählt. Am 30. Oktober 2020 wurde er zum Ritter des Drei-Sterne-Ordens ernannt.